# Stefania riveroi
Stefania riveroi és una espècie de granota que es troba a Veneçuela i, possiblement també, a Guyana.